# Licuala pachycalyx
Licuala pachycalyx är en enhjärtbladig växtart som beskrevs av Karl Ewald Maximilian Burret. Licuala pachycalyx ingår i släktet Licuala och familjen Arecaceae. Inga underarter finns listade i Catalogue of Life.